# Наказ про вигнання священиків
Наказ про вигнання священиків (伴天連追放令, ぱてれんついほうれい, патерен цуйхо-рей, «Наказ про вигнання падре»)　—　наказ про вигнання християнських місіонерів, проголошений Тойотомі Хідейосі 24 липня 1587 року після завоювання острова Кюсю. 

## Короткі відомості
Причини прийняття наказу достеменно невідомі. Його виконання супроводжувався руйнацією церков у Центральній Японії, зокрема Осаці та Кіото, а також конфіскацією японським урядом міста Наґасакі, що перебувало у володінні Товариства Ісуса з 1580 року.
Згідно з наказом християнство визнавалося єрессю, проповідування якої в Японії заборонялося. Священики і їхні слуги повинні були покинути країну за 20 днів. Водночас торгівля з Португалією та Іспанією не переривалася, а прибуття іноземних купців до Японії віталося. Хідейосі також заборонив своїм підлеглим володарям приймати християнство, хоча й не забороняв сповідувати його простому люду.
Проголошення наказу зупинило християнізацію самурайства і стало першою перемогою антихристиянського фронту буддистів Японії. Попри те, що кількість християн в середовищі японських міщан і селян стрімко зростала, був сформований образ християнина-ворога, який взяли на озброєння адміністратори політичного наступника Хідейосі, Токуґави Ієясу. Християнство було остаточне заборонено в Японії 1614 року.